# Муталова, Замира
Замира Муталова (11 мая 1930 — неизвестно) — передовик советского сельского хозяйства, звеньевая колхоза имени Ильича Средне-Чирчикского района Ташкентской области, Герой Социалистического Труда (1947).

## Биография
Родилась в 1930 году в кишлаке Средне-Чирчикского района Ташкентской области в узбекской семье.
Работать начала рано. С началом Великой Отечественной войны трудилась наравне со взрослыми на хлопковых полях местного колхоза имени Ильича. В возрасте четырнадцати лет была удостоена ордена Трудового Красного Знамени. Замира является символом труженика-ребёнка в годы войны.
В 1946 году её звено получило высокий урожай. На площади 5 гектаров, было получено семян 101 центнер хлопка с гектара. В 17 лет она стала Героем Социалистического Труда.
Указом Президиума Верховного Совета СССР от 19 марта 1947 года за получение высоких показателей в сельском хозяйстве и рекордные урожаи хлопка Замире Муталовой было присвоено звание Героя Социалистического Труда с вручением ордена Ленина и золотой медали «Серп и Молот».
Продолжала работать в колхозе. Позже была назначена бригадиром колхоза под руководством Мутала Каюмова.

## Награды
За трудовые успехи была удостоена:
- золотая звезда «Серп и Молот» (19.03.1947)
- два ордена Ленина (19.03.1947, 27.04.1948)
- Орден Трудового Красного Знамени (25.12.1944)
- Орден «Знак Почёта» (23.01.1946)
- Медаль «За трудовое отличие» (06.02.1947)
- другие медали.